# ちくぜん (巡視船)
「ちくぜん」（Chikuzen, PLH-06）は、海上保安庁のヘリコプター1機搭載型巡視船。つがる型巡視船の5番船にあたる。船種記号は、当初は他の大型巡視船と同じPL（Patrol vessel Large）とされていたが、後にPLH（Patrol vessel Large with Helicopter）に変更された。また公称船型も、当初は単に「ヘリコプター搭載型」と称されていたが、2機搭載のみずほ型の出現によって「ヘリコプター1機搭載型」となった。
その後、配属替えに伴って、2013年には「おきなわ」（Okinawa）に改名された。

## 船歴
1983年9月28日に竣工し、福岡海上保安部（第七管区）に配属された。船名は筑前国に由来する。
1999年に発生した北朝鮮による能登半島沖不審船事件で出動。ヘリ搭載という利点を生かし、洋上で特殊警備隊（SST）が乗船した。また、20ミリ機関砲による警告射撃も行っている。
その後、尖閣領海警備専従体制の構築に伴って、2013年10月2日、本船は那覇海上保安部（第十一管区）に配属替えとなり、沖縄県に因んで「おきなわ」と改名した。
平成26年度予算で延命・機能向上工事費が認められ、2014年から2015年にかけて工事を受けた。

## 搭載機の変遷
| 機種               | 機番  | 愛称         | 配属期間                     |
| ------------------ | ----- | ------------ | ---------------------------- |
| ベル 212           | MH594 | おおほり     | 1983年9月28日－2015年3月13日 |
| ベル 212           | MH929 | おおほり     | 2015年3月13日－2015年9月18日 |
| シコルスキー S-76D | MH917 | おきあじさし | 2015年9月18日－              |